# Adesio Lombardo
Adesio Rafael Lombardo Rossi (ur. 2 lutego 1925 w Montevideo, zm. przed 2004) – urugwajski koszykarz, brązowy medalista Letnich Igrzyskach Olimpijskich 1952.
Lombardo brał udział w dwóch olimpiadach – w 1948 i w 1952 roku. Na igrzyskach w Londynie zdobył 167 punktów (był najskuteczniejszym zawodnikiem drużyny); zanotował także 10 fauli. Na następnej olimpiadzie w Helsinkach jego drużyna zdobyła brązowy medal. Na tej imprezie wystąpił w ośmiu meczach, zdobywając 137 punktów (również był najlepszym punktującym ekipy Urugwaju).
Lombardo uczestniczył także w Mistrzostwach Świata w koszykówce w 1954 roku, gdzie razem z drużyną zajął 6. miejsce. Zagrawszy w 6 meczach, Lombardo zdobył 69 punktów i był drugim najlepiej punktującym zawodnikiem z Urugwaju (168 punktów zdobył Óscar Moglia).